# شعار السودان
شعار جمهورية السودان هو طائر صقر الجديان أو طائر الكاتب كما يُعرف أيضاً، ويظهر بجناحيه وهما ممدين إلى أعلى من ناحيتي اليمين واليسار وبينهما إطار في شكل لفافة شبه مفتوحة مكتوب فيها كلمتي (النصر لنا) باللغة العربية وبالخط العربي الفارسي، كما يوجد إطار آخر مماثل أكبر حجماً في القاعدة مكتوب عليه (جمهورية السودان) باللغة العربية بالخط العربي النسخي.
ولا تظهر ارجل الطائر في الشعار - ربما لطول ساقيه في شكله الطبيعي، ويتوسط جسمه رسم لدرع تقليدي من الجلد كان يستخدم من قبل جيوش الثورة المهدية السودانية.
وغالباً ما يظهر الشعار باللون الأسود و الرمادي والأبيض وهي الألوان الطبيعية للطائر، إلا أن من الممكن ظهوره بألوان أخرى مثل اللون الذهبي كما في علم رئيس الجمهورية.
يستخدم كترويسة في الأوراق والوثائق الرسمية وأختام الدولة ودوواينها المختلفة، والسفارات والقنصليات السودانية في الخارج كما يستخدم بكثرة في الشارات العسكرية والأنواط والنقود، وفي واجهات المؤسسات والدواوين الرسمية والبعثات الدبلوماسية السودانية في الخارج وفي علم رئيس الجمهورية ولوحة سيارته الرسمية.
وتحمل الفرق الرياضية الوطنية السودانية أيضاً كمنتخب كرة القدم اسم صقور الجديان، ورسم الشعار في الإزياءالرسمية للاعبيها وطواقمها الفنية والإدارية.
ويتواجد الصقر في ولايات كردفان في مناطق دار حمر وسودري ودارفور والنيل الأزرق وحزام السافانا في وسط السودان والمناطق الجافة للأجزاء الجنوبية.
كما يتواجد في الأجزاء الشمالية لدولة جنوب السودان جمهورية أفريقيا الوسطى وجنوب أفريقيا التي اتخذته أيضاً شعاراً رسمياً لها.
وقد تم اختيار صقر الجديان لتميزه بالقوة والذكاء والجمال ومعروف بقدرته على الطيران في ارتفاعات بعيدة، كما يمتاز بقوة النظر الحادة. وهو لا يخشى الثعابين بل يصطادها. وكان شعار حركة الأنيانيا الجنوبية المتمردة يتكون من ثعبان أسود اللون.
كما يعتبر صقر الجديان من الصقور الرافضة لترويضها وتدريبها للصيد لغيرها.

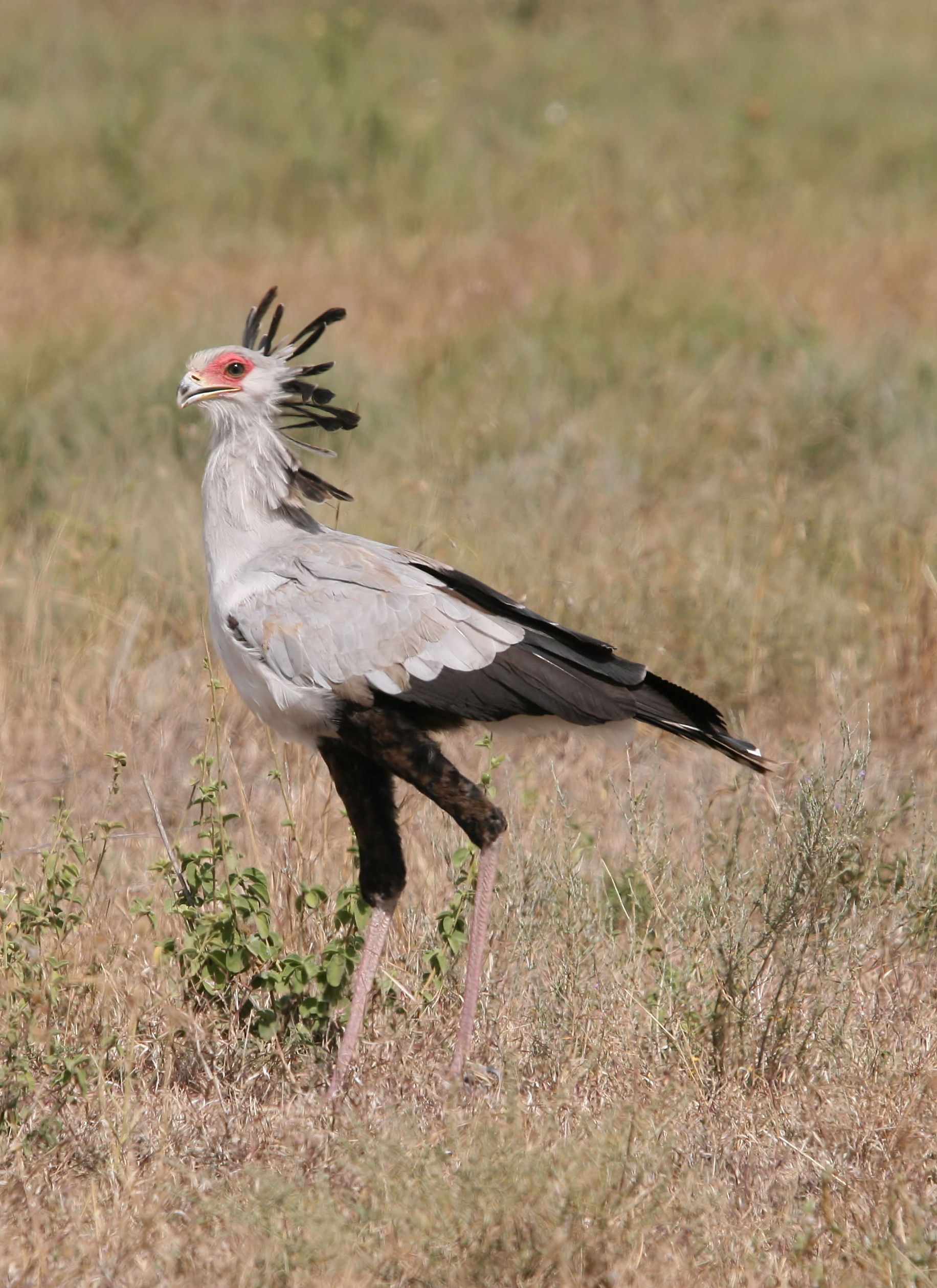
صقر الجديان على شكله الطبيعي

اُسْتُخْدم الشعار لأول مرة في عام 1970 م، أثناء حكومة الرئيس السابق جعفر محمد نميري (1969 - 1985) م ، بعد أن تم الإعلان عن مسابقة عامة لتصميم شعار جديد للسودان لم تسفر نتائجها عن الشكل المنشود للشعار فتم تكوين لجنة خماسية من فنانين تشكيليين ومختصين سودانيين ضمت الفنانين التشكيليين أحمد حامد عربي،  ومجذوب أحمد رباح وحسن الهادي وأحمد شبرين وعبد الرحمن الجعلي (مصم علم السودان )، وتوصلت اللجنة إلى التصميم الحالي للشعار ليحل محل الشعار السابق الذي كان يتكون من رسم لوحيد القرن أو الخرتيت كما يعرف في السودان، وسط باقة شبه دائرية تتكون من نخلتين يحيط بهما غصنا زيتون وتحتهما لفافة مكتوب عليها باللغة العربية (جمهورية السودان). وقد انتقد وحيد القرن بأنه حيوان يتسم بالحماقة وجموح الغضب .

## معرض الصور

شعار السودان التركي المصري .
شعار السودان الإنجليزي المصري.
شعار استخدم بواسطة الحاكم العام للسودان الانجليزي المصري
الشعار الوطني في جمهورية السودان من العام 1956 حتى العام 1970.
شعار جمهورية السودان الديمقراطية من العام 1970 وحتى العام 1985.
Emblem of the Republic of the Sudan used since 1985 (gold variant
شعار دولة السودان المستخدم حاليا